# Monete euro finlandesi
     Zona euro
     UE appartenenti agli AEC II
     UE appartenenti agli AEC II con deroga
     UE non appartenenti agli AEC II
     Non UE che usano bilateralmente l'euro
     Non UE che usano unilateralmente l'euro
Le monete euro finlandesi, che sono le monete in euro emesse dalla Repubblica di Finlandia, presentano tre diversi soggetti:
- il disegno per i tagli da 1, 2, 5, 10, 20 e 50 centesimi è stato realizzato da Heikki Häiväoja e raffigura il leone araldico finlandese, presente anche sullo stemma nazionale;
- il disegno che appare sulla moneta da 1 euro è di Pertti Mäkinen e rappresenta due cigni selvatici che sorvolano le terre finlandesi. Il cigno selvatico è l'uccello nazionale;
- il lato nazionale della moneta da 2 euro è opera di Raimo Heino e ritrae fiori e bacche del lampone artico (Rubus arcticus)[1][2].

Tutti i tagli recano le 12 stelle della bandiera dell'Unione europea, l'anno di conio e l'identificativo della zecca (M per le monete coniate dal 1999 fino al 2006, FI per quelle coniate a partire dal 2007).
A seguito di un apposito decreto legge, le monete da 1 e 2 centesimi non vengono utilizzate per gli acquisti in Finlandia; pertanto ne sono state coniate solo poche, per i collezionisti. I prezzi, nei negozi, sono infatti arrotondati ai più vicini 5 centesimi: le somme terminanti in € 0,01 € 0,02 € 0,06 € 0,07 sono arrotondate a ribasso, mentre quelle terminanti in € 0,03 € 0,04 € 0,08 € 0,09 a rialzo. L'arrotondamento è attuato solamente sul totale finale: è quindi possibile trovare articoli in vendita con ultima cifra dei centesimi diversa da 0 o 5.
Il bordo delle monete da 2 euro reca la scritta SUOMI FINLAND e tre teste di leone (Suomi significa Finlandia in lingua finlandese, mentre Finland significa Finlandia in lingua svedese, altra lingua ufficiale di Stato).

## Faccia nazionale
In Finlandia le monete in euro sono state introdotte nel 2002. Tuttavia la prima serie di monete fu coniata a partire dal 1999 e quindi le prime monete in euro della Finlandia recano gli anni 1999, 2000 e 2001 invece del 2002.

### 1ª serie (1999-2006)
| € 0,01                                                           | € 0,02                            | € 0,05 |
| ---------------------------------------------------------------- | --------------------------------- | --- |
|                                                                  |                                   | |
| Un leone araldico, tratto dallo stemma nazionale della Finlandia |                                   | |
| € 0,10                                                           | € 0,20                            | € 0,50 |
|                                                                  |                                   | |
| Un leone araldico, tratto dallo stemma nazionale della Finlandia |                                   | |
| € 1,00                                                           | € 2,00                            | Bordo 2 euro |
|                                                                  |                                   | |
| Due cigni selvatici (uccello nazionale del paese) in volo        | Fiori e bacche del lampone artico | "SUOMI FINLAND" ("Finlandia" in finlandese e svedese, le due lingue ufficiali della Finlandia) seguita da tre teste di leone |

#### 1º restyling (2007)
Nel 2007 è stata aggiunta l'abbreviazione FI di Finlandia.
Secondo la Banca Finlandese:
"Le facce nazionali delle monete in euro sono state modificate in modo che ogni Stato membro aggiunga il proprio nome o abbreviazione (FI per la Finlandia) sulle monete." Le monete finlandesi prima avevano la lettera del presidente della zecca Finlandese (M per Raimo Makkonen).
"Ogni Stato membro della zona euro deve decidere la data per l'introduzione di nuove monete proprie. In Finlandia, le nuove monete sono state messe in circolazione nel gennaio 2007. Le monete della "vecchia serie" resteranno comunque valide." In questo modo le monete con il nuovo design si sono mescolate con le monete della prima serie.
| € 0,01                                                           | € 0,02                            | € 0,05 |
| ---------------------------------------------------------------- | --------------------------------- | --- |
|                                                                  |                                   | |
| Un leone araldico, tratto dallo stemma nazionale della Finlandia |                                   | |
| € 0,10                                                           | € 0,20                            | € 0,50 |
|                                                                  |                                   | |
| Un leone araldico, tratto dallo stemma nazionale della Finlandia |                                   | |
| € 1,00                                                           | € 2,00                            | Bordo 2 euro |
|                                                                  |                                   | |
| Due cigni selvatici (uccello nazionale del paese) in volo        | Fiori e bacche del lampone artico | "SUOMI FINLAND" ("Finlandia" in finlandese e svedese, le due lingue ufficiali della Finlandia) seguita da tre teste di leone |

#### 2º restyling (2008-2010)
Anche nel 2008 la Finlandia ha modificato leggermente il design delle proprie monete euro. L'incisione della zecca ora è posizionata sotto la foglia più grande a sinistra e non più nella corona esterna a sinistra come nel 2007.
| € 0,01                                                           | € 0,02                            | € 0,05 |
| ---------------------------------------------------------------- | --------------------------------- | --- |
|                                                                  |                                   | |
| Un leone araldico, tratto dallo stemma nazionale della Finlandia |                                   | |
| € 0,10                                                           | € 0,20                            | € 0,50 |
|                                                                  |                                   | |
| Un leone araldico, tratto dallo stemma nazionale della Finlandia |                                   | |
| € 1,00                                                           | € 2,00                            | Bordo 2 euro |
|                                                                  |                                   | |
| Due cigni selvatici (uccello nazionale del paese) in volo        | Fiori e bacche del lampone artico | "SUOMI FINLAND" ("Finlandia" in finlandese e svedese, le due lingue ufficiali della Finlandia) seguita da tre teste di leone |

#### 3º restyling (2011-oggi)
Nel 2010 la zecca di Vantaa cambiò il proprio nome da Rahapaja Oy (La Zecca) a Suomen Rahapaja Oy (La Zecca di Finlandia) e il logo rappresentante monete cadenti da una cornucopia è stato sostituito da un leone araldico finlandese in un disco. Il nuovo simbolo della zecca è stato utilizzato per la prima volta nel 2010, con il conio dei 2 euro commemorativi celebranti i 150 anni dell'introduzione della moneta finlandese, mentre a partire dal 2011 il logo è stato applicato a tutte le monete. Nelle monete da 1, 2, 5, 10, 20 e 50 centesimi il nuovo logo appare alla destra della zampa sinistra del leone araldico mentre per le monete da 1 e 2 euro prende il posto del precedente logo. Questa è l'attuale serie in circolazione.
| € 0,01                                                           | € 0,02                            | € 0,05 |
| ---------------------------------------------------------------- | --------------------------------- | --- |
|                                                                  |                                   | |
| Un leone araldico, tratto dallo stemma nazionale della Finlandia |                                   | |
| € 0,10                                                           | € 0,20                            | € 0,50 |
|                                                                  |                                   | |
| Un leone araldico, tratto dallo stemma nazionale della Finlandia |                                   | |
| € 1,00                                                           | € 2,00                            | Bordo 2 euro |
|                                                                  |                                   | |
| Due cigni selvatici (uccello nazionale del paese) in volo        | Fiori e bacche del lampone artico | "SUOMI FINLAND" ("Finlandia" in finlandese e svedese, le due lingue ufficiali della Finlandia) seguita da tre teste di leone |

## Quantità monete coniate
|                                                                                     | Divisionali FDC | Divisionali FS        | Divisionali FDC Commemorative | € 0,01    | € 0,02     | € 0,05      | € 0,10      | € 0,20      | € 0,50     | € 1,00     | € 2,00     |
| Totali                                                                              | Totali          | Totali                | Totali                        | Totali    | Totali     | Totali      | Totali      |             |            |            |            |
| ----------------------------------------------------------------------------------- | --------------- | --------------------- | ----------------------------- | --------- | ---------- | ----------- | ----------- | ----------- | ---------- | ---------- | ---------- |
| 1999                                                                                | 75.000          | 15.000                | 0                             | 8.100.000 | 1.785.000  | 63.380.000  | 133.520.000 | 42.350.000  | 20.696.000 | 16.210.000 | 16.090.000 |
| 2000                                                                                | 75.000          | 15.000                | 0                             | 7.600.000 | 13.937.000 | 56.660.000  | 167.449.000 | 500.000     | 67.097.000 | 36.639.000 | 8.680.000  |
| 2001                                                                                | 75.000          | 15.000                | 0                             | 500.000   | 500.000    | 213.756.000 | 14.730.000  | 121.763.000 | 4.432.000  | 13.862.000 | 29.132.000 |
| 2002                                                                                | 130.000         | 8.000 5.000           | 3.000                         | 659.000   | 659.000    | 101.824.000 | 1.499.000   | 100.759.000 | 1.147.000  | 14.114.000 | 1.386.000  |
| 2003                                                                                | 170.000         | 8.000 5.000 1.000 500 | 57.000                        | 6.790.000 | 6.790.000  | 790.000     | 790.000     | 790.000     | 790.000    | 790.000    | 9.080.000  |
| 2004                                                                                | 55.000 54.000   | 5.000                 | 9.000                         | 9.690.000 | 8.024.000  | 629.000     | 629.000     | 629.000     | 629.000    | 5.529.000  | 9.029.000  |
| 2005                                                                                | 40.000 30.000   | 3.500 500             | 6.000                         | 5.800.000 | 5.800.000  | 800.000     | 800.000     | 800.000     | 4.800.000  | 7.935.000  | 8.800.000  |
| 2006                                                                                | 40.000 20.000   | 3.300 250             | 11.800                        | 4.000.000 | 4.000.000  | 1.000.000   | 1.000.000   | 1.000.000   | 6.850.000  | 1.705.000  | 8.500.000  |
| 2007                                                                                | 30.000 20.000   | 2.500 250             | 30.000                        | 3.000.000 | 3.000.000  | 1.000.000   | 1.000.000   | 1.000.000   | 1.000.000  | 1.000.000  | 5.200.000  |
| 2008                                                                                | 30.000 20.000   | 2.500                 | 11.000                        | 1.500.000 | 1.500.000  | 1.000.000   | 1.000.000   | 1.000.000   | 8.000.000  | 1.000.000  | 8.300.000  |
| 2009                                                                                | 30.000 20.000   | 2.500                 | 11.000                        | 1.000.000 | 1.000.000  | 1.000.000   | 1.000.000   | 1.000.000   | 7.000.000  | 1.000.000  | 6.300.000  |
| 2010                                                                                | 30.000 15.000   | 2.000                 | 15.000                        | 800.000   | 800.000    | 800.000     | 800.000     | 800.000     | 800.000    | 800.000    | 4.000.000  |
| 2011                                                                                | 20.000 15.000   | 2.000                 | 8.000                         | 800.000   | 800.000    | 800.000     | 800.000     | 8.800.000   | 3.800.000  | 800.000    | 5.200.000  |
| 2012                                                                                | 25.000 10.000   | 2.000                 | 39.000                        | 800.000   | 800.000    | 800.000     | 10.800.000  | 10.800.000  | 4.800.000  | 800.000    | 3.300.000  |
| 2013                                                                                | 15.000 12.000   | 1.800                 | 29.700                        | 400.000   | 400.000    | 400.000     | 400.000     | 400.000     | 400.000    | 400.000    | 900.000    |
| 2014                                                                                | 15.000 7.000    | 1.200                 | 44.200                        | 200.000   | 200.000    | 13.780.000  | 200.000     | 200.000     | 200.000    | 200.000    | 200.000    |
| 2015                                                                                | 15.000 7.000    | 1.200                 | 14.700                        | 200.000   | 200.000    | 200.000     | 10.200.000  | 10.200.000  | 200.000    | 200.000    | 200.000    |
| 2016                                                                                | 10.000 5.000    | 1.200                 | 16.700                        | 200.000   | 200.000    | 200.000     | 200.000     | 200.000     | 200.000    | 200.000    | 200.000    |
| 2017                                                                                | 10.000 5.000    | 1.000                 | 14.100                        | 100.000   | 100.000    | 10.180.000  | 100.000     | 100.000     | 100.000    | 100.000    | 100.000    |
| 2018                                                                                | 5.000 5.000     | 1.000                 | 3.500                         | 50.000    | 50.000     | 50.000      | 50.000      | 50.000      | 50.000     | 50.000     | 2.050.000  |
| 2019                                                                                | 0               | 0                     | 0                             | /         | /          | 7.980.000   | /           | /           | /          | /          | 5.970.000  |
| 2020                                                                                | 3.000           | 500                   | 8.000                         | *         | *          | *           | *           | *           | *          | *          | *          |
| 2021                                                                                | 3.000 3.000     | 1.000                 | 7.200                         | *         | *          | *           | *           | *           | *          | *          | *          |
| 2022                                                                                | 3.500 3.500     | 1.500                 | 7.952                         | *         | *          | *           | *           | *           | *          | *          | *          |
| 2023                                                                                | 2.000 2.000     | 1.500                 | 3.000                         | *         | *          | *           | *           | 17.000.000  | 7.500.000  | *          | *          |
| 2024                                                                                | 2.000 2.000     | 1.000                 | 2.000                         | *         | *          | *           | *           | *           | *          | *          | *          |
| / = non emessa, ? = finora sconosciuto, * = emessa solo nelle divisionali ufficiali |                 |                       |                               |           |            |             |             |             |            |            |            |

## 2 euro commemorativi
| Immagine | Anno | Tema                                                                                          | Tiratura  | Emissione         | Incisore                               |
| -------- | ---- | --------------------------------------------------------------------------------------------- | --------- | ----------------- | -------------------------------------- |
|          | 2004 | 5º allargamento dell'Unione europea nel 2004                                                  | 1.000.000 | 1º giugno 2004    | Pertti Mäkinen                         |
|          | 2005 | 60º anniversario delle Nazioni Unite e 50º anniversario dell'ingresso della Finlandia all'ONU | 2.000.000 | 25 ottobre 2005   | Tapio Kettunen                         |
|          | 2006 | 100º anniversario della riforma del parlamento e del suffragio universale                     | 2.500.000 | 4 ottobre 2006    | Pertti Mäkinen                         |
|          | 2007 | 50º anniversario della firma dei Trattati di Roma (emissione comune)                          | 1.400.000 | 25 marzo 2007     | Luc Luycx                              |
|          | 2007 | 90º anniversario dell'Indipendenza della Finlandia                                            | 2.000.000 | 1º dicembre 2007  | Reijo Paavilainen                      |
|          | 2008 | 60º anniversario della Dichiarazione universale dei diritti umani                             | 1.500.000 | 24 ottobre 2008   | Tapio Kettunen                         |
|          | 2009 | 10º anniversario dell'UEM (emissione comune)                                                  | 1.400.000 | 15 gennaio 2009   | Georgios Stamatopoulos                 |
|          | 2009 | 200º anniversario dalla fine della Guerra Finlandese                                          | 1.600.000 | 23 ottobre 2009   | Reijo Paavilainen                      |
|          | 2010 | 150º anniversario della zecca finlandese                                                      | 1.600.000 | 15 novembre 2010  | Reijo Paavilainen                      |
|          | 2011 | 200º anniversario della Banca Finlandese                                                      | 1.600.000 | 17 ottobre 2011   | Hannu Veijalainen                      |
|          | 2012 | 10º anniversario della circolazione di banconote e monete in euro (emissione comune)          | 1.500.000 | 12 gennaio 2012   | Helmut Andexlinger                     |
|          | 2012 | 150º anniversario della nascita di Helene Schjerfbeck                                         | 2.000.000 | 5 ottobre 2012    | Erja Tielinen                          |
|          | 2013 | 150º anniversario dei lavori del Parlamento finlandese                                        | 1.000.000 | 4 settembre 2013  | Petri Neuvonen                         |
|          | 2013 | Frans Eemil Sillanpää                                                                         | 1.500.000 | 4 novembre 2013   | Reijo Paavilainen e Pekka Rytkönen     |
|          | 2014 | 100º anniversario della nascita di Tove Jansson                                               | 1.500.000 | 16 giugno 2014    | Jari Lepistö                           |
|          | 2014 | 100º anniversario della nascita di Ilmari Tapiovaara                                          | 1.000.000 | 10 novembre 2014  | Harri Koskinen                         |
|          | 2015 | 150º anniversario della nascita di Jean Sibelius                                              | 1.000.000 | 18 febbraio 2015  | Nora Tapper                            |
|          | 2015 | 30º anniversario della Bandiera europea (emissione comune)                                    | 500.000   | 6 agosto 2015     | Georgios Stamatopoulos                 |
|          | 2015 | 150º anniversario della nascita di Akseli Gallen-Kallela                                      | 500.000   | 22 ottobre 2015   | Hannu Veijalainen                      |
|          | 2016 | 90º anniversario della morte di Eino Leino                                                    | 1.000.000 | 25 aprile 2016    | Pertti Mäkinen                         |
|          | 2016 | 100º anniversario della nascita di Georg Henrik von Wright                                    | 1.000.000 | 17 ottobre 2016   | Nora Tapper                            |
|          | 2017 | 100º anniversario dell'Indipendenza della Finlandia                                           | 2.500.000 | 1º giugno 2017    | Simon Örnberg                          |
|          | 2017 | Natura finlandese                                                                             | 500.000   | 21 ottobre 2017   | Kari Auvinen                           |
|          | 2018 | Parco nazionale di Koli                                                                       | 1.000.000 | 28 maggio 2018    | Erkki Vainio                           |
|          | 2018 | Cultura finlandese della sauna                                                                | 1.000.000 | 22 ottobre 2018   | Erkki Vainio                           |
|          | 2019 | 100º anniversario della Costituzione della Finlandia                                          | 500.000   | 11 novembre 2019  | Dario Vidal                            |
|          | 2020 | 100º anniversario dell'Università di Turku                                                    | 800.000   | 18 agosto 2020    | Petri Neuvonen                         |
|          | 2020 | 100º anniversario della nascita di Väinö Linna                                                | 800.000   | 16 novembre 2020  | Petri Neuvonen                         |
|          | 2021 | Giornalismo e comunicazione aperta a sostegno della democrazia finlandese                     | 800.000   | 14 aprile 2021    | Hannu Jasoni Veijalainen               |
|          | 2021 | 100º anniversario dell'autogoverno delle Isole Åland                                          | 800.000   | 13 agosto 2021    | Ulrika Kjeldsen                        |
|          | 2022 | 100º anniversario del Balletto Nazionale                                                      | 400.000   | 11 febbraio 2022  | Rosita Kivinen                         |
|          | 2022 | 35º anniversario dell'istituzione del Progetto Erasmus (emissione comune)                     | 400.000   | 1º luglio 2022    | Joaquin Jimenez                        |
|          | 2022 | Investigazione climatica in Finlandia                                                         | 400.000   | 30 settembre 2022 | Terhi Tuominen e Jitan V. Patel        |
|          | 2023 | 100 anniversario dell'emanazione della prima legge per la protezione della natura             | 400.000   | 21 marzo 2023     | Sandra Prami                           |
|          | 2023 | Servizio socio-sanitario finlandese                                                           | 400.000   | 7 agosto 2023     | Dario Vidal                            |
|          | 2024 | Elezioni e democrazia                                                                         | 400.000   | 14 marzo 2024     | Hannu Jasoni Veijalainen               |
|          | 2024 | Architettura finlandese - Gesellius, Lindgren e Saarinen                                      | 400.000   | 30 agosto 2024    | Aimo Katajamaki                        |
|          | 2025 | Visite di Stato - Diplomazia e politica estera finlandese                                     | 204.000   | 13 maggio 2025    | Sinikka Inkeroinen-Huhta e Ilkka Huhta |

## Errori di conio
Un certo numero di esemplari da 2 euro vennero coniati nel 2006 con la nuova faccia comune, che doveva essere coniata sulle monete a partire dal 2007. Furono 55.000 gli esemplari coniati con questo errore. Gravissima negligenza per la quale pagarono con il licenziamento il vicedirettore della Zecca, il caporeparto ed i tre addetti a quella macchina.Successivamente, dopo un comunicato da parte della Zecca Finlandese che ammetteva questo clamoroso errore, oltre 35.000 pezzi vennero trovati e consegnati dai cittadini e varie banche del paese per essere cambiati con 2 euro normali.

## Curiosità
Per i 2 euro commemorativi celebranti il 60º anniversario delle Nazioni Unite (2005), il 50º anniversario della firma dei Trattati di Roma (2007) e il 10º anniversario dell'UEM (2009) la Finlandia, invece del bordo regolare, ha usato bordi diversi a seconda della commemorazione:
| Anno | Tema                                                                                          | Bordo | Descrizione |
| ---- | --------------------------------------------------------------------------------------------- | ----- | --- |
| 2005 | 60º anniversario delle Nazioni Unite e 50º anniversario dell'ingresso della Finlandia all'ONU |       | La sigla "YK", iniziali di "Yhdistyneet kansakunnat" ("Organizzazione delle Nazioni Unite" in finlandese), seguita dagli anni "1945–2005", dalla sigla "FN", iniziali di "Förenta nationerna" ("Organizzazione delle Nazioni Unite" in svedese) e da tre teste di leone. |
| 2007 | 50º anniversario della firma dei Trattati di Roma (emissione comune)                          |       | "ROMFÖRDRAGET", "50 ÅR" e "EUROPA" ("Trattati di Roma", "50 anni" e "Europa" in svedese). |
| 2009 | 10º anniversario dell'UEM (emissione comune)                                                  |       | "TALOUS- JA RAHALIITTO" ("Unione economica e monetaria" in finlandese), seguito dalla sigla "EMU". |